# 魔豆傳奇
《魔豆傳奇》（日语：魔豆奇伝パンダリアン）是第一部台灣原創、日本製作、全球發行的電視動畫，全26話。

## 概述
2002年，台灣動畫業者「電視豆股份有限公司」（英語：TVbean）製作的第一部動畫《魔豆傳奇》成為經濟部工業局「國際級數位內容雛形獎」動畫組得獎作品。《魔豆傳奇》以一群熊貓作為主角，原形來自電視豆總經理唐智超的工作室製作的網路動畫《屁屁熊》（英語：PiPi Panda）。
2003年4月，電視豆以《魔豆傳奇》參加東京國際動畫博覽會，吸引日本「星球影像製作公司」（Planet Inc.；2005年9月1日改名）及富士電視台子公司「富士創意公司」（日语：株式会社フジクリエイティブコーポレーション），合資新台幣一億二仟萬元製作、發行《魔豆傳奇》電視動畫版；電視豆只負責監製《魔豆傳奇》與收取《魔豆傳奇》版權費（《魔豆傳奇》總收入的3%），讓《魔豆傳奇》製作委員會代為集資、製作、發行《魔豆傳奇》。電視豆展開《魔豆傳奇》衍生產品的開發和授權，日月文化集團（英語：Heliopolis Culture Group）成員「唐莊文化事業有限公司」出版《魔豆傳奇》繁體中文繪本。
2003年8月26日，電視豆與星球影像製作公司在中華民國經濟部舉行國際合作簽約記者會，將與富士創意公司共同製作《魔豆傳奇》，預計將製作《創世紀》、《奧運天下》兩個系列動畫共52集，總製作成本預算為8億日圓（約新臺幣兩億四千萬元），電視豆負責角色、場景與故事創作，利達數位影像負責中文版後製、英文版後製，星球影像負責編導。
2004年10月26日，《魔豆傳奇》編劇園田英樹來台灣宣傳《魔豆傳奇》，暢談《魔豆傳奇》創作歷程。2004年11月22日，電視豆授權中華郵政發行的《魔豆傳奇》郵票開賣，限量3500套；2004年11月24日，電視豆在台北偶戲館展出《魔豆傳奇》場景長達半年；2004年11月27日，電視豆在台北電視節舉辦「魔豆傳奇人偶秀」。
2004年12月2日，電視豆公開《魔豆傳奇》，電視豆董事長張水江說，希望《魔豆傳奇》的問世能填補台灣在數位內容產業缺席的遺憾。2004年12月4日，張水江說，《魔豆傳奇》在角色設計之時便已考慮到周邊商品開發的可能性，目前有800種商品，將倍增至1600種商品，估計周邊商品與權利金比重為7:3。
2004年12月19日，台灣電視台（今台視主頻）全球首播《魔豆傳奇》，首播時間為台灣時間每週日17點30分。2005年初，東森幼幼台首播《魔豆傳奇》，首播時間為台灣時間每週日17點30分。
2005年1月8日，日本Animax首播《魔豆傳奇》，首播時間為日本時間每週六7點30分。2005年4月2日，東京都會電視台首播《魔豆傳奇》，首播時間為日本時間每週六17點整。2005年10月7日，BS富士首播《魔豆傳奇》，首播時間為日本時間每週五19點30分。2006年7月5日，加拿大YTV首播《魔豆傳奇》。

## 故事簡介
漂浮於宇宙之中形狀像甜甜圈的「可倫星」上，住著一群由熊貓進化後的熊貓人族。擁有慾望豆和權力之杖的暗黑魔王歐帝企圖征服和平的可倫星並使用魔豆的力量支配整個世界。察覺到不祥動靜的精靈界國王潘歐賦予女兒緹姆尋找救世主的使命並派遣到可倫星球，載著緹姆的高速豆豆車卻在途中發生事故而墜落在電視島，因此與熊貓人少年托比相遇。為了對抗魔王歐帝的黑暗勢力以及新魔王魯克，救世主托比和夥伴們展開了尋找傳說中的七顆魔豆的冒險旅程。

## 出場角色
托比（トビー/Toby）
声 - 日本：小林由美子；台灣：董錦萍（國語）／林芳雪（台語）；中華人民共和國：王曉燕；香港：謝潔貞
光之豆勇者，緹姆口中的救世主。15歲，來自玉米村的少年，標誌性特點是額頭上的創可貼。樂天行動派，為人正直且好奇心旺盛。不會游泳，但可以浮在水面。
克魯（クール/Kulu）
声 - 日本：朴璐美；台灣：丘梅君（國語）／林凱羚（台語）；中華人民共和國：赵岭；香港：黃麗芳
欲望之豆勇者。15歲，某個巨頭公司的公子。自尊心極強，喜歡裝酷。精通機械知識，是個天才發明家。被歐帝擄走後，覺醒成為新魔王魯克。
辣芙（ラブ/Love）
声 - 日本：川瀨晶子；台灣：董錦萍（國語/台語）；中華人民共和國：未知；香港：林雅婷
愛之豆勇者。15歲，可倫電視台台長的千金。心地善良且富有正義感。
奧斯卡（オスカー/Oscar）
声 - 日本：中國卓郎；台灣：宋克軍（國語）／王品超（台語）；中華人民共和國：騰騰；香港：李錦綸
元氣之豆勇者。30歲，可倫電視台的導演。口頭禪是「把攝像機轉過來」，無時無刻都在留意著第一手新聞。性格大大咧咧，百米跑用時24秒57。不知不覺間對冰果暗生情愫，但從年齡來看有點不妙。
麥顆（マックス/Max）
声 - 日本：長嶝高士；台灣：孫中台（國語）／王希華（台語）；中華人民共和國：未知；香港：黃健強
美食之豆勇者。30歲，可倫電視台的大廚。是個老好人美食家。常常被奧斯卡使喚，給奧斯卡當攝影師。
冰果（ビンゴ/Bingo）
声 - 日本：小林晃子；台灣：丘梅君（國語）／董錦萍（台語）；中華人民共和國：未知；香港：張頌欣
運動之豆勇者。剛果的雙胞胎姐姐。15歲。體育巨蛋王國的居民，因此十分擅長運動，同時還是武術達人。性格冷靜沉著，身形敏捷，能夠以6秒37的飛速跑完一百米。或許是身為姐姐的緣故，小小年紀卻十分老成。不知為何，對奧斯卡有幾分上心。毒舌。
剛果（コンゴ/Congo）
声 - 日本：川津泰彦；台灣：孫中台（國語）／陳旭昇（台語）；中華人民共和國：未知；香港：翟耀輝
運動之豆勇者。冰果的雙胞胎弟弟。15歲。與冰果都是體育巨蛋王國的運動健兒，也同樣是武術達人。天生怪力卻心地善良。
雅米（ヤミィ/Yamy）
声 - 日本：鈴木菜穗子；台灣：丘梅君（國語）／林芳雪（台語）；中華人民共和國：未知；香港：鄭麗麗
智慧之豆勇者。智慧村長老，外表看上去是一位老婆婆（在透明結界內時是嬰兒模樣）。年齡不詳。天資聰穎，擁有看透真實的力量。同時擁有治癒能力。周身被智慧森林的力量幻化而成的結界包裹著，不過一旦結界消失就會有生命危險。
緹姆（ティム/Tim）
声 - 日本：小林惠美；台灣：許淑嬪（國語）／林凱羚（台語）；中華人民共和國：未知；香港：未知
精靈界之王潘歐的女兒，平時躲在托比的耳朵裡。被父親從精靈界派到可倫星尋找救世主與魔豆的勇士們。
確認托比為可倫星預言中的救世主之後，成為他的伴隨精靈。除了托比以外，儘管所有人能聽見她的聲音，卻都看不見她。在尋找魔豆的旅途中喜歡上托比。
迪迪（ディディ/Dydy）
声 - 日本：小林晃子；台灣：許淑嬪（國語）／林凱羚（台語）；中華人民共和國：未知；香港：未知
玉米田裡的小恐龍，不小心吞下緹姆而被誤以為後者是光之豆的小金與小銀追捕。能從口中噴出火焰。
歐帝（オーディ/Audy）
声 - 日本：長嶝高士；台灣：孫中台（國語）／王希華（台語）；中華人民共和國：未知；香港：鄧榮銾
暗黑魔王。將欲望之豆和權力之杖弄到了手，並驅使欲望之豆的魔力，虎視眈眈地想要征服整個世界，被覺醒的新魔王魯克變小了。說話句尾常常是「～啾」。最喜歡吃洋芋片。
小金（ゴールド/Gold）
声 - 日本：西村知道；台灣：宋克軍（國語）／王品超（台語）；中華人民共和國：未知；香港：劉昭文
魔王的手下。痴迷黃金的金色熊貓。和小銀搭檔成為二人組，被稱作金銀兄弟。
小銀（シルバー/Silver）
声 - 日本：高木涉；台灣：孫中台（國語）／王希華（台語）；中華人民共和國：未知；香港：黎景全
魔王的手下。痴迷白銀的銀色熊貓。平時使用女性用語，性別不明。
嘎嚕（ガルー/Gulu）
声 - 日本：柴田秀勝；台灣：宋克軍（國語）／陳旭昇（台語）；中華人民共和國：未知；香港：未知
魔王的手下，翼龍。歐帝用慾望之豆的魔力製造出來的怪物。
潘歐（パンオー/PanO）
声 - 日本：高木涉；台灣：孫中台（國語）／陳旭昇（台語）；中華人民共和國：未知；香港：未知
精靈界的王，緹姆之父。賦予緹姆尋找救世主並拯救可倫星的使命，並將緹姆派遣去了地上界。
萊拉（ライラ/Lira）
声 - 日本：鈴木菜穗子；台灣：丘梅君（國語）／林芳雪（台語）；中華人民共和國：未知；香港：未知
精靈界的王妃，緹姆之母。

## 製作團隊
- 原作 - TVbean
- 監督 - 大庭秀昭
- 系列構成 - 園田英樹
- 人物設計 - Jenny Wu、古建平
- 總作畫監督 - 阿部和彦
- 機械設計 - 峰岸達実
- 美術監督 - 串田達也
- 色彩設計 - 大嶋三香子
- 攝影監督 - 今泉秀樹、箭内光一
- 音樂 - 龜山耕一郎
- 音響監督 - 小林克良
- 執行製作人 - 張水江、相原英雄、伊藤道弘、近藤宏
- 製作人 - こんひろし、唐智超、園部幸夫
- 動畫製作 - Planet Entertainment
- 製作 - Pandalian製作委員會

## 主題曲

### 日文版
- 片頭曲
  - 作詞・作曲・歌：EPO / 編曲：野見祐二
- 片尾曲《Friends》
  - 作詞・作曲・歌：EPO / 編曲：LONESOME STRINGS

### 國語版
- 片頭曲：快樂的旅行
- 片尾曲：朋友

## 各話列表
| 話數 | 日文標題 | 中文標題                     | 腳本              | 分鏡                | 演出       | 作畫監督                | 日本播放日期  |
| ---- | -------- | ---------------------------- | ----------------- | ------------------- | ---------- | ----------------------- | ------------- |
| 1    |          | 魔豆傳奇                     | 園田英樹          | 大庭秀昭            | 大庭秀昭   | Kim Il Bae              | 2005年 1月8日 |
| 2    |          | 救世主到底是什麼             | 園田英樹          | 大庭秀昭            | 中川聡     | Kim Il Bae              | 1月15日       |
| 3    |          | 在豆子電視台的第一次約會     | 長谷川菜穂子      | 篠崎康行            | 篠崎康行   | Kim Il Bae              | 1月22日       |
| 4    |          | 發明家                       | 長谷川菜穂子      | 吉本毅              | 吉本毅     | Kim Il Bae              | 1月29日       |
| 5    |          | 入社考試是場超級競賽？       | 岡崎純子          | 増田敏彦            | 小林哲也   | 岡辰也                  | 2月5日        |
| 6    |          | 新進人員真命苦               | 岡崎純子          | 吉本毅              | 吉本毅     | Kim Il Bae              | 2月12日       |
| 7    |          | 熊貓超人！登場！             | 園田英樹          | 大宅光子            | 佐土原武之 | Choi Kyoung Suk         | 2月19日       |
| 8    |          | 愛吃鬼萬歲！                 | 園田英樹          | 篠崎康行            | 篠崎康行   | Kim Il Bae              | 2月26日       |
| 9    |          | 地底王國之謎                 | 長谷川菜穂子      | 鴫野彰              | 小林哲也   | 岡辰也                  | 3月5日        |
| 10   |          | 未完！地底王國之謎           | 長谷川菜穂子      | 吉本毅              | 吉本毅     | Kim Il Bae              | 3月12日       |
| 11   |          | 慾望豆的秘密                 | 園田英樹 木滝りま | 大庭秀昭            | 佐土原武之 | こびらはじめ            | 3月19日       |
| 12   |          | 怪物阿克塔與不可思議的雙胞胎 | 園田英樹 木滝りま | 吉本毅              | 吉本毅     | Kim Il Bae              | 3月26日       |
| 13   |          | 在大海盡頭的那一邊           | 岡崎純子          | 鴫野彰              | 小林哲也   | 岡辰也                  | 4月2日        |
| 14   |          | 智慧豆的森林                 | 園田英樹 木滝りま | 吉本毅              | 吉本毅     | Kim Il Bae              | 4月9日        |
| 15   |          | 在海底再度相逢               | 岡崎純子          | 大庭秀昭            | 近橋伸隆   | 山南京 牛島勇二         | 4月16日       |
| 16   |          | 決戰！托比對剛果             | 長谷川菜穂子      | 大庭秀昭 佐土原武之 | 佐土原武之 | Kim Il Bae              | 4月23日       |
| 17   |          | 逆襲！美食城的魔王           | 園田英樹 木滝りま | 鴫野彰              | 小林哲也   | こびらはじめ            | 5月7日        |
| 18   |          | 拯救美食城                   | 園田英樹 木滝りま | 吉本毅              | 吉本毅     | 高木信一郎              | 5月14日       |
| 19   |          | 冰之谷的女王                 | 岡崎純子          | 篠崎康行            | 篠崎康行   | 岡辰也                  | 5月21日       |
| 20   |          | 拯救凍結的心                 | 岡崎純子          | 牧野行洋            | 牧野行洋   | Kim Il Bae              | 5月28日       |
| 21   |          | 再見了，緹姆！               | 園田英樹 木滝りま | 大庭秀昭            | 大庭秀昭   | Jun Jong Min            | 6月4日        |
| 22   |          | 黑暗豆的真相                 | 長谷川菜穂子      | 吉本毅              | 吉本毅     | Kim Il Bae              | 6月11日       |
| 23   |          | 克魯回來了                   | 園田英樹 木滝りま | 鴫野彰              | 鴫野彰     | こびらはじめ            | 6月18日       |
| 24   |          | 突襲！黑暗地域               | 岡崎純子          | 牧野行洋            | 牧野行洋   | Kim Il Bae              | 6月25日       |
| 25   |          | 激戰，托比對魯克             | 園田英樹          | 大庭秀昭            | 近橋伸隆   | 飯野利明                | 7月2日        |
| 26   |          | 當七顆魔豆聚集之時           | 園田英樹          | 大庭秀昭            | 大庭秀昭   | Kim Il Bae Jun Jong Min | 7月9日        |

## 播放電視台
| 播放地區 | 播放電視台 | 播放日期                      | 播放時間             | 聯播網     | 備註   |
| -------- | ---------- | ----------------------------- | -------------------- | ---------- | ------ |
| 日本全域 | ANIMAX     | 2005年1月8日 - 7月9日         | 星期六 7:30 - 8:00   | CS頻道     |        |
| 東京都   | TOKYO MX   | 2005年4月2日 - 10月1日        | 星期六 17:00 - 17:30 | 獨立UHF局  |        |
| 日本全域 | BS富士     | 2005年10月7日 - 2006年3月31日 | 星期五 19:30 - 19:55 | BS技術放送 | 有重播 |

## 外部連結
- 《魔豆傳奇》全球官方網站
- 台視《魔豆傳奇》官方網站 （页面存档备份，存于）
- 富士創意公司《魔豆傳奇》官方網頁 （页面存档备份，存于）
- Planet Entertainment （页面存档备份，存于）